# Anafreita
Anafreita (llamada oficialmente San Pedro de Anafreita) es una parroquia española del municipio de Friol, en la provincia de Lugo, Galicia.

## Organización territorial
La parroquia está formada por diez entidades de población:

### Entidades de población
Entidades de población que forman parte de la parroquia:
- Baraxeiro (O Baraxeiro)
- Carballosa (A Carballosa)
- Corral dos Paos (O Curral dos Paos)
- Devesa (A Devesa)
- Mateos (O Curral dos Mateos)
- Pardiñeira
- Paredes
- Río (O Río)

### Despoblados
Despoblados que forman parte de la parroquia:
- Braña (A Braña)
- Portolamas

## Demografía
| Gráfica de evolución demográfica de Anafreita entre 2000 y 2019 |
|                                                                 |
| Datos según el nomenclátor publicado por el INE.                |